# Bataan
Pour les articles homonymes, voir Bataan (homonymie).

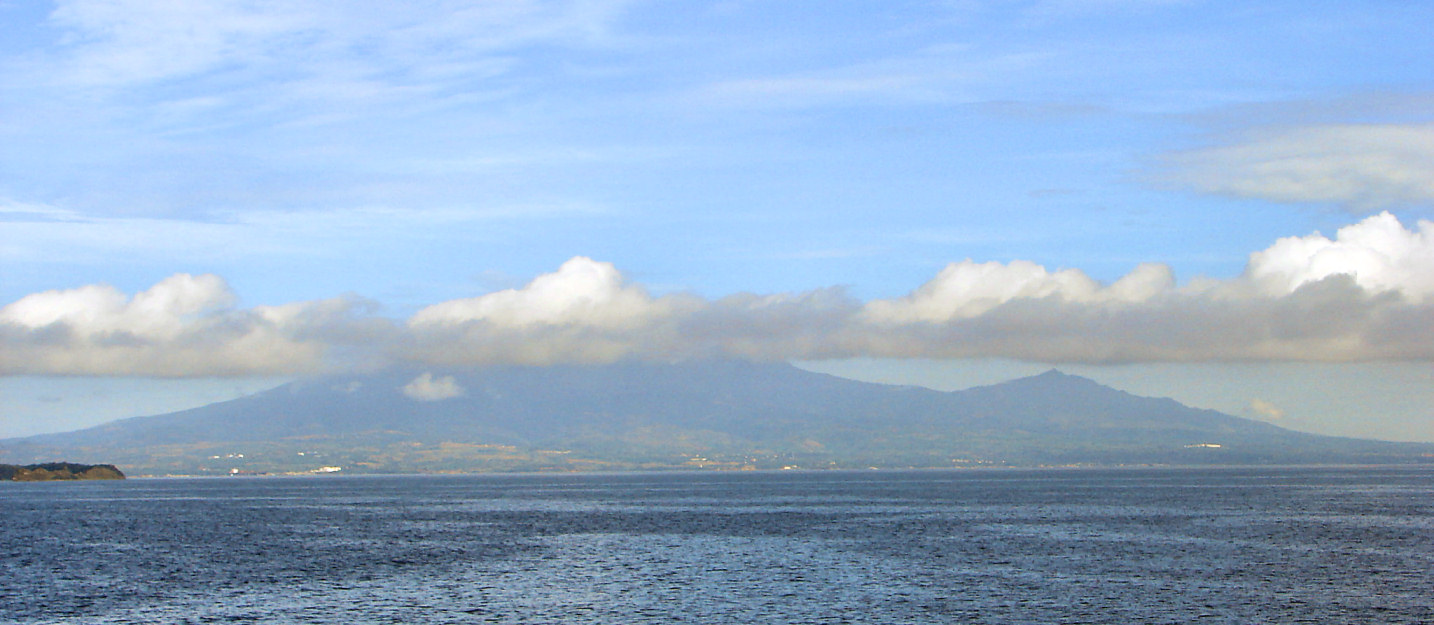
Bataan, vue de baie de Manille.

Bataan est une province des Philippines qui recouvre l'ensemble de la péninsule de Bataan sur l'île de Luçon. Elle fait partie de la région centrale de l'île. Sa capitale est Balanga et elle jouxte les provinces de Zambales et La Pampangue au nord.
Le code ISO 3166-2:PH de Bataan est BAN.

## Géographie
La péninsule de Bataan s'ouvre à l'ouest sur la partie méridionale de la mer de Chine et s'étend vers le sud-est en direction de la baie de Manille.
Le nord de la région est limité par la baie de Subic qui fut occupée jusqu'en 1992 par une base navale tour à tour espagnole, américaine, japonaise, puis de nouveau américaine.

## Histoire
Bataan est connue pour avoir été le dernier bastion tenu par les forces américaines et philippines durant la Seconde Guerre mondiale lors de l'invasion de l'archipel par les troupes japonaises.
La bataille de Bataan commença par une attaque japonaise la première nuit au sud de l'île : celle-ci fut repoussée par l'artillerie américaine qui était peu nombreuse. Ils étaient obligés de bouger les positions des canons tout le temps. La deuxième nuit les Japonais réussirent à prendre pied sur le sud de l'ile puis entamèrent la progression vers le nord. Les forces américaines et philippines se replièrent alors dans la péninsule de Bataan dont le terrain montagneux favorisait la défense et dans la forteresse souterraine de l'île de Corregidor, île au large de la péninsule, à l'entrée de la baie. Les Alliés résistèrent ainsi plusieurs semaines dans la péninsule puis dans un dernier retranchement, sur l'île où ils subirent les bombardements de la flotte japonaise et de l'aviation japonaise.
La forteresse de Corregidor, construite du temps de l'occupation espagnole des Philippines, était composée de plusieurs bastions donnant sur la mer et interdisait l'accès de la baie de Manille aux flottes ennemies. Le détroit était un endroit stratégique du fait de la position du port naturel de la baie de Manille, carrefour commercial entre la Chine, l'Indonésie, l'Europe et les États-Unis.
Le général Douglas MacArthur qui dirigeait les troupes filippo-américaines quitta l'île avant qu'elle ne tombe, pour aller en Australie, sur ordre de la Maison blanche. Les 75 000 prisonniers alliés capturés furent soumis à la marche de la mort de Bataan, pendant laquelle environ 20 000 d'entre eux succombèrent (plus de 16 000 philippins et plus de 2 000 américains). Lors de la reconquête de l'île, le général MacArthur retrouva son poste de commandement et organisa l'attaque des alliés.

## Municipalités
- Abucay
- Bagac
- Dinalupihan
- Hermosa
- Limay
- Mariveles
- Morong
- Orani
- Orion
- Pilar
- Samal